# Enno Dirksen
Enno Dirksen, ook Enne Heeren Dirksen of Enno Heeren Dirksen (Eilsum (Oost-Friesland), 3 januari 1788 - Parijs, 16 juli 1850) was een wiskunde-professor aan de Universiteit van Berlijn.

## Biografie
Van 1803 tot 1807 kreeg Dirksen van de leraar van de Emdense zeevaartschool, Cornelius Voorn, privéonderwijs in de wiskunde, de natuurkunde, de sterrenkunde en de zeevaartkunde. Voorn had waarschijnlijk de hoop dat de talentvolle Dirksen hem later op zou volgen. Dirksen werd eerst onderwijzer in Hatzum en in het jaar 1815 in Hinte. Jabbo Oltmanns, die toen in Emden werkte, beval aan om Dirksen in 1816 naar Göttingen te sturen, opdat deze aan de plaatselijke universiteit zijn wiskundige kennis kon vergroten. Dirksen studeerde in Göttingen van 1817 tot 1820 en hielp in deze tijd Carl Friedrich Gauss bij de berekening van komeet- en planetoïde-banen; Gauss uitte zich meerdere keren in positieve zin over Dirksens werk.
Dirksen promoveerde in februari 1820 aan de filosofiefaculteit van de universiteit van Göttingen. Met zijn proefschrift, waarvan de titel als volgt luidt: Historiae progressuum instrumentorum mensurae angulorum accuratiori interserventium inde a Tob. Meyeri temporibus ad umbratione non de artificio multiplicationis (Ontwikkeling van de hoekmeetinstrumenten sinds Tobias Mayer) won hij een prijs. De referenten waren Tobias Meyer junior en Friedrich Thibaut.
Vanaf maart 1820 was Dirksen privaatdocent aan de universiteit van Berlijn, waar hij reeds in augustus 1820 tot buitengewoon hoogleraar in de wiskunde werd benoemd. In juni 1824 werd hij gewoon professor. Hij hield zich voornamelijk met de analyse bezig. Zijn bekendste student was Carl Jacobi.
In 1848 kreeg hij een ernstige ziekte aan zijn gezicht. Daarna trok hij met zijn vrouw, Pauline van Wingene (1809–1858) naar Parijs. Daar stierf hij kinderloos en werd hij op het kerkhof van Montmartre begraven.

## Werk
Zijn belangrijkste wetenschappelijke publicaties zijn:
- Analytische Darstellung der Variations-Rechnung, mit Anwendung derselben auf die Bestimmung des Größten und Kleinsten (Berlin 1823),
- Organon der gesamten transcendenten Analysis - Erster Teil (Berlin 1845)